# Carl Hessmert

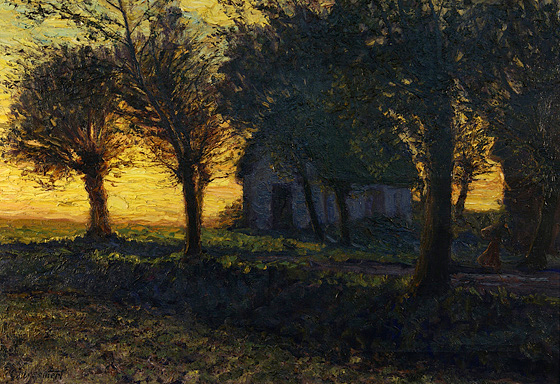
Carl Hessmert: Abendstimmung

Carl Hessmert (* 31. März 1869 in Fürstenberg; † 16. Februar 1928 in Berlin) war ein deutscher Landschaftsmaler.

## Leben
Carl Hessmert wurde 1869 in Fürstenberg (Oder), heute Stadtteil von Eisenhüttenstadt, geboren. Er studierte von 1892 bis 1899 an der Berliner Kunstakademie bei Eugen Bracht und war um 1900 neben Louis Lejeune und Eugen Reich-Münsterberg in Brachts Meisterklasse für Landschaftsmalerei, bis dieser 1901 eine Professur an der Dresdner Kunstakademie annahm. Ab 1896 war er mit seinen Werken regelmäßig auf den Großen Berliner Kunstausstellungen und den Ausstellungen im Münchner Glaspalast vertreten. Seine hauptsächlichen Motive waren in impressionistischer Malweise ausgeführte Landschaften, viele davon in seiner Heimat Niederlausitz, in der Mark Brandenburg oder an der pommerschen Ostseeküste angesiedelt.